# Google Noto
Google Noto es un tipo de letra universal creado por Google en 2009. Durante cinco años trabajó por conseguir este tipo de letra único para que pueda ser utilizado en cualquier parte del mundo, sin importar el idioma. Google Noto fue creado con el objetivo principal de eliminar cualquier barrera que limite la comunicación, y los usuarios puedan expresar los caracteres o símbolos que deseen.
Google Noto es un tipo de letra que posee soporte para más de 800 lenguas distintas y 110.000 caracteres. Es un sistema de código abierto que pretende solucionar los errores asociados con aquellos caracteres que los tipos de letra habituales no son capaces de mostrar o reconocer. Google se ha comprometido a mantenerlo actualizado, así que cada vez que se sume un nuevo carácter a Unicode, Google lo añadirá también a Noto. El paquete completo de la fuente ocupa casi 1.1 GB, aunque se puede optar por descargar solo el idioma que se desee.

## Etimología
Cuando un texto es representado en una computadora, puede que haya caracteres que no se puedan mostrar correctamente, ya que no están disponibles en el específico tipo de letra que utiliza el ordenador. Cuando esto ocurre, en la pantalla aparecen pequeños bloques para representar el carácter, que en la jerga informática a veces son llamados «tofu», por el parecido con un corte cuadrado del queso oriental del mismo nombre. El nombre ‘Noto’ es por lo tanto una contracción de no tofu (es decir, «no más tofu» o «ningún tofu»), ya que es el objetivo de este tipo de letra es el de eliminar el «tofu» de la web.

## Características

### Latino, griego y cirílico

Noto Sans

Noto Serif

Noto Sans y Noto Serif, que contienen glifos de lenguas de origen latino, griego y cirílico. Su diseño está derivado de las fuentes Droid.

### Caracteres CJK

Source Han Sans, la colaboración de Adobe y Google renombrado como Noto Sans CJK, que contiene caracteres del este asiático.

Noto Sans CJK y Noto Serif CJK son versiones de las fuentes Source Han Sans y Source Han Serif, unos tipos de letra desarrollados por Adobe y por Google, que contienen caracteres chinos, Hangul y Kana. Las letras de alfabeto latino y los números están basados en los de las fuentes Source Sans Pro y Source Serif Pro.

### Emoji
El proyecto Emoji de Noto proporciona fuentes emoji en color y en blanco y negro. La versión en color es utilizada por la interfaz web de Gmail de Google, Hangouts y Chrome OS.